# ポーランド回廊

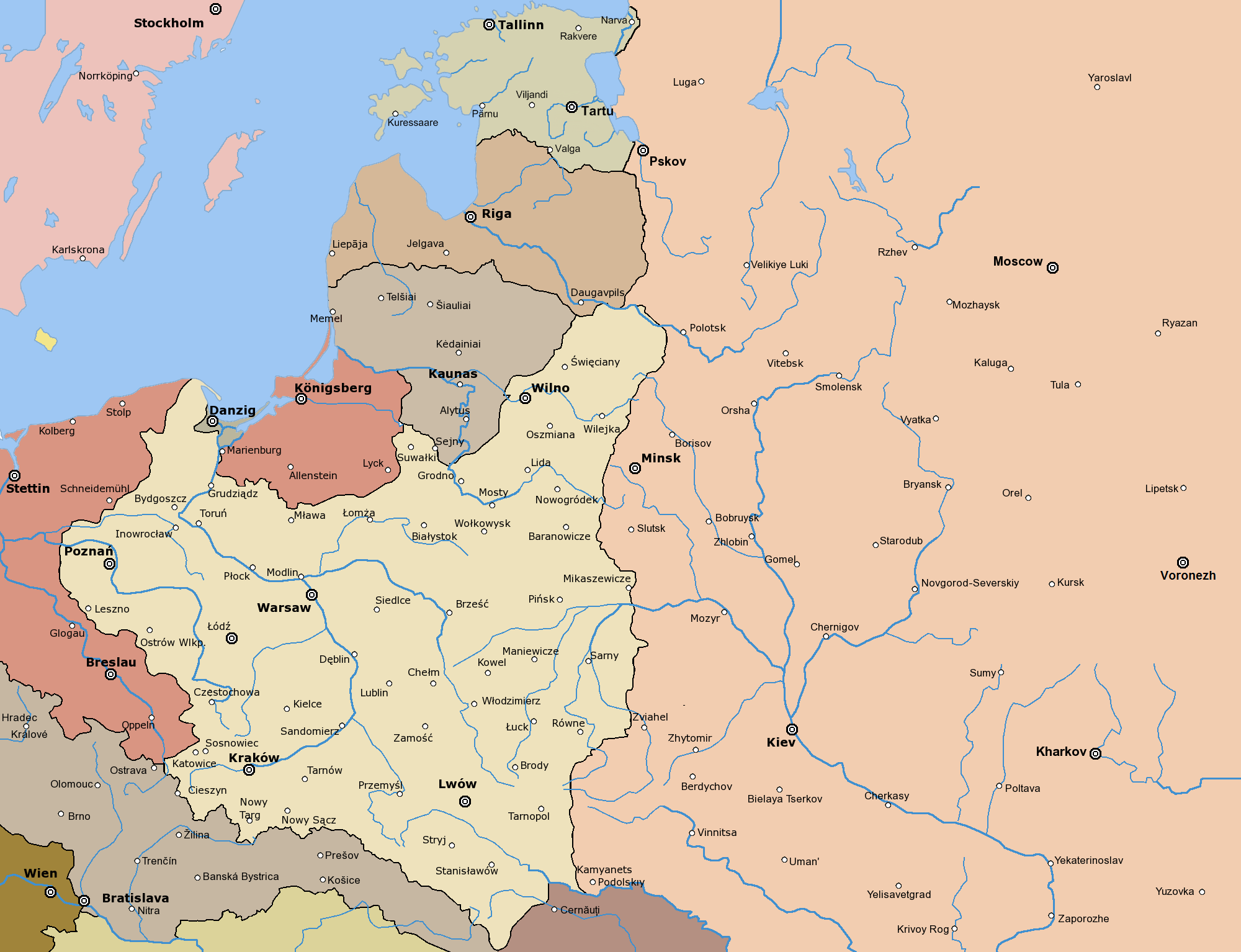
ポーランド回廊と周辺の状況 1922年の国境線を示した地図。ドイツ領は桃色で、ポーランド領は黄色で示されている。ポーランド領のうち西北端のバルト海に面した細長い部分をポーランド回廊と呼ぶ。

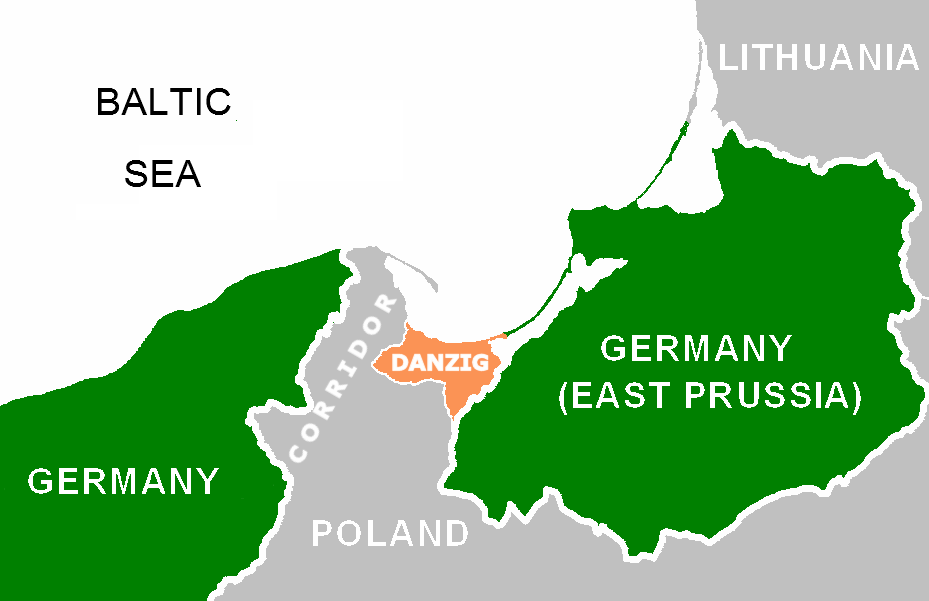
ポーランド回廊付近拡大図
CORRIDOR：ポーランド回廊地帯
DANZIG：自由都市ダンツィヒ
GERMANY：ドイツ・プロイセン州
EAST PRUSSIA：東プロイセン

ポーランド回廊（ポーランドかいろう、ドイツ語: Polnischer Korridor、ポーランド語: Korytarz polski）は、第一次世界大戦後のポーランド国家復興の際にドイツ国から割譲された領土のうちの一部。ポーランド第二共和国(1918–1939)時代においてバルト海への往来を確保するための回廊であった。東側に接する自由都市ダンツィヒ（現グダニスク）と、西側に接するドイツ領プロイセン自由州内のポメラニア県(英語版ウィキペディア)に挟まれ、バルト海に面した回廊地帯を指す。

## 歴史
先史時代には様々な民族がこのポメレリア地方に定住し、あるいは去っていたようだが、遅くとも9世紀までにはカシューブ人とも呼ばれる西スラブ系住民が定住していた。
10世紀にピャスト朝ポーランド王国のミェシュコ1世がポメレリア地方を含むポメラニア地域全域を征服する。その後のピャスト朝の王達はこの地の支配権を失ったり再征服するなど紆余曲折がありつつも、ポーランド王国の緩い影響下でポメレリア公が統治する形がおおむね続くことになる。
13世紀後半にはポメレリア公家内のお家争いの過程でブランデンブルク辺境伯が介入するようになり、一時グダニスクは辺境伯の支配下になるなどする。1308年にも辺境伯がポメレリア地方の継承権を主張し同地を征服。ポーランド王ヴワディスワフ1世は奪還のために辺境伯側勢力の追放をドイツ騎士団に依頼し、追放自体は実現するもそのままドイツ騎士団がグダニスクを占拠する結果となった。ドイツ騎士団は辺境伯からポメレリア地方の請求権を1万マルクで買い取る。
その後はポメレリアを巡ってドイツ騎士団とポーランドとの間で訴訟や戦争が続くが、カリシュ条約によってドイツ騎士団のポメレリア領有が確定する。
1409年よりポーランドリトアニア連邦とドイツ騎士団の間で戦争が起き、十三年戦争後の1466年のトールン和約によりポーランド王はポメレリアを取り戻し、ポーランド王領プロイセンの一部という形で領土に組み込まれる。その統治は自治領のような形態だった。この時点でグダニスクはドイツ語またはオランダ語話者でプロテスタントが住民の大半で、その他のポメレリア地方の大部分はポーランド語またはカシューブ語話者でカトリックが大半だったようだ。
1772年のポーランド第一次分割後、ポメレリアはプロイセン王国に併合され西プロイセン州の一部となる。このプロイセン王国統治下で住民は激しいドイツ化政策を受けた。
第一次世界大戦の後、連合国は、かつてナポレオン戦争後のウィーン会議で決定された（ロシア帝国支配下の）ポーランド立憲王国の領域を、復興ポーランド領土の範囲を決める叩き台とした。しかしこの状態のポーランドは、北東側はバルト三国、北側はプロイセン王国の東プロイセンと西プロイセンによってバルト海への出口が塞がれていた。このためアメリカ合衆国大統領ウッドロウ・ウィルソンが十四か条の平和原則でポーランドに海への出口を与えると声明し、それを受けて西プロイセンにポーランドのバルト海への出口として設定されたのがポーランド回廊である。ドイツは回廊の成立をヴェルサイユ条約によって受け入れることとなった。ヴィスワ川の河口に近い港湾都市ダンツィヒ（後のグダニスク）はドイツ人が大多数を占める街だったが、ポーランドも海運・水運をダンツィヒに依存しているため双方が譲らず、結局ポーランド領でもドイツ領でもない国際連盟の下にある「自由都市ダンツィヒ」となった。しかしダンツィヒとポーランドの対立が深まったため、ポーランド政府はポーランド回廊の海岸にあるグディニャという小さな港町に当時最先端の埠頭を建設して100%ポーランドが管理できる港を造りあげ、ダンツィヒと激しく競合するようになった。
ポメレリア地方の住民はドイツ領であった東プロイセンや西のポンメルンと比べると、カシューブ人やポーランド人といったスラブ系人の割合が比較的多かった。しかし過去にはドイツ騎士団国家で文化的にはドイツ人の影響の濃い地域でもあり、ドイツ人の数も都市部を中心に無視できないほど大きく、1910年時点で全体の42.5%にあたる421,029人のドイツ人がこの回廊地域に居住していた。 ポーランド回廊の設定によって領土を東西に分割されたドイツ人はポーランドに定住することを受け入れなかった。第二次世界大戦でドイツが敗れると、西プロイセンはポーランド領となり、ポーランドの海に面した地域は大きくなった。また、ポーランド・ソビエト戦争の際には、赤軍がこの地域でドイツ人追放を行なった。